# Glenea robinsoni
Glenea robinsoni är en skalbaggsart som beskrevs av Charles Joseph Gahan 1906. Glenea robinsoni ingår i släktet Glenea och familjen långhorningar. Inga underarter finns listade i Catalogue of Life.